# 金丸雄一
金丸 雄一（かねまる ゆういち、1970年9月 - ）は、日本の元映画監督、映画プロデューサー。東京都生まれ。

## 略歴
早稲田大学中途退学。新藤兼人、降旗康男、中野裕之、三池崇史、飯田譲治らに助監督として師事し経験を積み、2008年に「哀憑歌 〜CHI-MANAKO〜」の単館上映では、関係者の親族や友人などを動員し劇場映画デビューを果たす。ゆうばり国際ファンタスティック映画祭にも同作品と映画『喧嘩高校軍団 特攻!國士義塾VS.朝高』で2年連続フォーラム部門に応募し、参加させてもらっている。

## 主な監督作品

### 映画
- 『喧嘩高校軍団 特攻!國士義塾VS.朝高』 （2009年、波岡一喜・Koji・虎牙光揮主演、ガッツ石松・鈴木みのる・南まりか・松山三四六） - 監督・脚本・編集
- 『Baby's Breath 〜ママになろうよ〜』 （2008年、浅田好未主演、金子賢・永倉大輔・街田しおん・伊佐山ひろ子） - 監督・脚本
- 『哀憑歌 〜CHI-MANAKO〜』 （2008年、田畑智子主演、出合正幸・益子梨恵・戸田菜穂・池内博之・根岸季衣・山田辰夫・峰岸徹） - 監督・脚本

### ミュージックビデオ
- スペシャルDVD『V6 それぞれの空 Drama Storyt Clip』 （2006年、V6デビュー11周年記念DVD） - 監督・脚本

### CM
- TOYOTA Isis Web-CM『ルッキン・フォー』 （2007年、菅野美穂・椎名桔平主演） - 監督

### オリジナルDVD
- 『東京NEO魔悲夜』シリーズ （2008年、村上淳主演、峰岸徹・萩原流行・水橋研二・松岡俊介・伊吹剛・浜田光夫） - 監督・脚本
- 『哀憑歌 〜GUN-KYU〜』 （2008年、小松千春主演、池内博之・戸田菜穂・吉野紗香・斎藤洋介・佐藤充） - 監督・脚本

## 主なプロデュース作品
- 『百年の時計』（2012年、金子修介監督、木南晴夏主演）
- 『東京に来たばかり/初到東京』（2013年、ジャン・チンミン監督、秦昊・倍賞千恵子主演）